# Takin' Back My Love
Takin' Back My Love è una canzone registrata per il primo Greatest Hits inglese nella carriera musicale del cantante spagnolo Enrique Iglesias. La canzone è stata prodotta da RedOne, che ha precedentemente prodotto la hit Just Dance di Lady Gaga. Nella canzone è presente la cantante statunitense Ciara, che ha collaborato insieme al cantante alla scrittura del brano. La canzone è stata posticipata dal dicembre 2008 al gennaio 2009, per la commercializzazione nel mercato statunitense.

## Video
Come confermato da Enrique agli American Music Award del 2008, lui e Ciara, hanno iniziato a girare il video a dicembre. Il regista del video è Ray Kay, nella sua seconda collaborazione con Anthony Mandler, dopo Poker Face di Lady Gaga. La data di distribuzione è avvenuta nel febbraio 2009.
Il video è interamente girato in blue-screen per dare via un set di colori raggiante ma monotono. Il video si apre una vista di ritratti di Enrique e Ciara, poi un interruttore che mostra ironicamente i due litigare e spingendo avanti e indietro al di fuori della casa. I due si separano, e la canzone inizia con il primo verso di Enrique. Lui Canta e il video torna ad una scena dove Ciara è contro un muro. Il coro inizia con Enrique: lo si vede buttare le cose fuori da un contatore e fuori da alcuni cassetti.
Il versetto seguente entra Ciara a piedi nella stanza apparentemente arrabbiata con Enrique. Mentre canta la sua strofa, lei procede nel prendere una giacca con la scritta "Da C, con Amore" e si dirige verso la piscina e lancia la giacca in acqua. Ciò che ne deriva poco dopo è un avanti e indietro di argomenti che coinvolge i due distruggendo la casa, da Enrique che lancia piatti e bicchieri fuori dal frigorifero, e Ciara che versa vernice sulla parte superiore della sua auto. Poi, i due in poco tempo si incontrano nella sala da pranzo della casa, dove ovviamente ancora hanno dei sentimenti l'uno per l'altro. Si baciano e poi eseguono passi sensuali di danza l'uno contro l'altro. Poi, Ciara torna alla realtà e afferra la sua mano di dosso, i due subito si vedono tornare a discutere e distruggendo quel che resta della casa. Mentre il video sta per finire, i due sono visti in una sala da pranzo distrutta con le luci tremolanti e rotte, avvicinandosi l'un l'altro ancora una volta. Enrique poi afferra Ciara, e il video si conclude con i due che si baciano e sorridono.

## Tracce
UK Digital Single (Released: March 23, 2009)
1. Takin' Back My Love (feat. Ciara) - 3:51
2. Takin' Back My Love (feat. Ciara) (Moto Blanco Radio Mix) - 3:51
3. Takin' Back My Love (Video) - 3:57

France CD Single (Released: March 9, 2009)
1. Takin' Back My Love (feat. Tyssem) (Sans L'Ombre D'Un Remord) - 3:51
2. Takin' Back My Love (feat. Ciara) (Main Version) - 3:51
3. Takin' Back My Love (feat. Ciara) (Junior Caldera Club Remix) - 5:20
4. Takin' Back My Love (feat. Ciara) (Glam As You Club Mix) - 7:59

German CD Single (Released: March 23, 2009)
1. Takin' Back My Love (feat. Sarah Connor) (Radio Mix) – 3:50
2. Takin' Back My Love (feat. Sarah Connor) (Alternate Mix) – 3:50
3. Takin' Back My Love (feat. Sarah Connor) (Video) - 3:57

## Classifiche
| Classifica (2009)                   | Posizione più alta |
| ----------------------------------- | ------------------ |
| Austria1                            | 19                 |
| Belgio (Fiandre)                    | 7                  |
| Belgio (Vallonia)                   | 9                  |
| Danimarca                           | 8                  |
| Paesi Bassi                         | 5                  |
| Europa                              | 3                  |
| Finlandia                           | 9                  |
| Francia                             | 2                  |
| Germania1                           | 9                  |
| Grecia                              | 6                  |
| Irlanda                             | 7                  |
| Romania                             | 1                  |
| Russia                              | 2                  |
| Svezia                              | 40                 |
| Svizzera                            | 23                 |
| Turchia                             | 5                  |
| Regno Unito                         | 12                 |
| Regno Unito (R&B)                   | 5                  |
| U.S. Billboard Hot Dance Club Songs | 4                  |

1 Versione con Sarah Connor